# Somerville (Alabama)
Somerville es un pueblo ubicado en el condado de Morgan en el estado estadounidense de Alabama. En el censo de 2000, su población era de 347.

## Demografía
En el 2000 la renta per cápita promedia del hogar era de 26.250$, y el ingreso promedio para una familia era de 31.250$. El ingreso per cápita para la localidad era de 13.747$. Los hombres tenían un ingreso per cápita de 29.107$ contra 18.958$ para las mujeres.

## Geografía
Somerville está situado en 34°28′12″N 86°47′56″O / 34.47000, -86.79889 (34.469961, -86.798782)
Según la Oficina del Censo de los EE. UU., la ciudad tiene un área total de 1.02 millas cuadradas (2.64 km²).